# Chicago Film Critics Association Award per la migliore sceneggiatura non originale
Il Chicago Film Critics Association Award per la migliore sceneggiatura non originale (CFCA for Best Adapted Screenplay) è una categoria di premi assegnata dalla Chicago Film Critics Association, per la migliore sceneggiatura non originale dell'anno.
È stata consegnata ininterrottamente dal 2006 e nasce dalla divisione in migliore sceneggiatura non originale e migliore sceneggiatura originale delle categoria migliore sceneggiatura.

## Vincitori e candidati
I vincitori sono indicati in grassetto, con a seguire gli eventuali altri candidati in ordine alfabetico.

### Anni 2000
- 2006
  - William Monahan - The Departed - Il bene e il male (The Departed)
  - Todd Field e Tom Perrotta - Little Children
  - Garrison Keillor - Radio America (A Prairie Home Companion)
  - Patrick Marber - Diario di uno scandalo (Notes on a Scandal)
  - Jason Reitman - Thank You for Smoking
- 2007
  - Joel ed Ethan Coen - Non è un paese per vecchi (No Country for Old Men)
  - Paul Thomas Anderson - Il petroliere (There Will Be Blood)
  - Christopher Hampton - Espiazione (Atonement)
  - Sean Penn - Into the Wild - Nelle terre selvagge (Into the Wild)
  - James Vanderbilt - Zodiac
- 2008
  - Simon Beaufoy - The Millionaire (Slumdog Millionaire)
  - Eric Roth - Il curioso caso di Benjamin Button (The Curious Case of Benjamin Button)
  - Peter Morgan - Frost/Nixon - Il duello (Frost/Nixon)
  - Jonathan Nolan e Christopher Nolan - Il cavaliere oscuro (The Dark Knight)
  - John Patrick Shanley - Il dubbio (Doubt)
- 2009
  - Jason Reitman e Sheldon Turner - Tra le nuvole (Up in the Air)
  - Jesse Armstrong, Simon Blackwell, Armando Iannucci e Tony Roche - In the Loop
  - Scott Z. Burns - The Informant!
  - Nick Hornby - An Education
  - Spike Jonze e Dave Eggers - Nel paese delle creature selvagge (Where the Wild Things Are)

### Anni 2010
- 2010
  - Aaron Sorkin - The Social Network
  - Michael Arndt - Toy Story 3 - La grande fuga (Toy Story 3)
  - Joel ed Ethan Coen - Il Grinta (True Grit)
  - Debra Granik e Anne Rosellini - Un gelido inverno (Winter's Bone)
  - David Lindsay-Abaire - Rabbit Hole
- 2011
  - Steven Zaillian e Aaron Sorkin - L'arte di vincere (Moneyball)
  - Hossein Amini - Drive
  - John Logan - Hugo Cabret (Hugo)
  - Bridget O'Connor e Peter Straughan - La talpa (Tinker Tailor Soldier Spy)
  - Alexander Payne, Nat Faxon e Jim Rash - Paradiso amaro (The Descendants)
- 2012
  - Tony Kushner - Lincoln
  - Lucy Alibar e Benh Zeitlin - Re della terra selvaggia (Beasts of the Southern Wild)
  - Stephen Chbosky - Noi siamo infinito (The Perks of Being a Wallflower)
  - David O. Russell - Il lato positivo - Silver Linings Playbook (Silver Linings Playbook)
  - Chris Terrio - Argo
- 2013
  - John Ridley - 12 anni schiavo (12 Years a Slave)
  - Steve Coogan e Jeff Pope - Philomena
  - Tracy Letts - I segreti di Osage County (August: Osage County)
  - Richard Linklater, Julie Delpy ed Ethan Hawke - Before Midnight
  - Terence Winter - The Wolf of Wall Street
- 2014
  - Gillian Flynn - L'amore bugiardo - Gone Girl (Gone Girl)
  - Paul Thomas Anderson - Vizio di forma (Inherent Vice)
  - Walter Campbell - Under the Skin
  - Nick Hornby - Wild
  - Graham Moore - The Imitation Game
- 2015
  - Adam McKay e Charles Randolph - La grande scommessa (The Big Short)
  - Emma Donoghue - Room
  - Nick Hornby - Brooklyn
  - Charlie Kaufman - Anomalisa
  - Aaron Sorkin - Steve Jobs
- 2016
  - Chung Seo-kyung e Park Chan-wook - Mademoiselle (Agassi)
  - David Birke - Elle
  - Jay Cocks e Martin Scorsese - Silence
  - Eric Heisserer - Arrival
  - Whit Stillman - Amore e inganni (Love & Friendship)
- 2017
  - James Ivory - Chiamami col tuo nome (Call Me by Your Name)
  - Hampton Fancher e Michael Green - Blade Runner 2049
  - Scott Frank, James Mangold e Michael Green - Logan: The Wolverine (Logan)
  - Scott Neustadter e Michael H. Weber - The Disaster Artist
  - Virgil Williams e Dee Rees - Mudbound
- 2018
  - Barry Jenkins - Se la strada potesse parlare (If Beale Street Could Talk)
  - Bradley Cooper, Will Fetters ed Eric Roth - A Star Is Born
  - Nicole Holofcener e Jeff Whitty - Copia originale (Can You Ever Forgive Me?)
  - Armando Iannucci, David Schneider, Ian Martin e Peter Fellows - Morto Stalin, se ne fa un altro (The Death of Stalin)
  - Spike Lee, David Rabinowitz, Charlie Wachtel e Kevin Willmott - BlacKkKlansman
- 2019
  - Greta Gerwig - Piccole donne (Little Women)
  - Micah Fitzerman-Blue e Noah Harpster - Un amico straordinario (A Beautiful Day in the Neighborhood)
  - Lorene Scafaria - Le ragazze di Wall Street - Business Is Business (Hustlers)
  - Taika Waititi - Jojo Rabbit
  - Steven Zaillian - The Irishman

### Anni 2020
- 2020[2][3]
  - Chloé Zhao - Nomadland
  - Christopher Hampton e Florian Zeller - The Father
  - Charlie Kaufman - Sto pensando di finirla qui (I'm Thinking of Ending Things)
  - Kemp Powers - Quella notte a Miami... (One Night in Miami...)
  - Jonathan Raymond e Kelly Reichardt - First Cow
- 2021[4][5]
  - Jane Campion - Il potere del cane (The Power of the Dog)
  - Ryūsuke Hamaguchi e Takamasa Ōe - Drive My Car
  - David Lowery - Sir Gawain e il Cavaliere Verde (The Green Knight)
  - Maggie Gyllenhaal - La figlia oscura
  - Tony Kushner - West Side Story

- 2022[6][7]
  - Sarah Polley - Women Talking
  - Kogonada - After Yang
  - David Kajganich - Bones and All
  - Rian Johnson - Glass Onion - Knives Out (Glass Onion: A Knives Out Mystery)
  - Guillermo del Toro e Patrick McHale - Pinocchio di Guillermo del Toro (Guillermo del Toro's Pinocchio)

- 2023[8][9]
  - Eric Roth e Martin Scorsese - Killers of the Flower Moon
  - Kelly Fremon Craig - Ci sei Dio? Sono io, Margaret (Are You There, God? It's Me, Margaret)
  - Christopher Nolan - Oppenheimer
  - Tony McNamara - Povere creature! (Poor Things)
  - Jonathan Glazer - La zona d'interesse (The Zone of Interest)
- 2024[10]
  - Nickel Boys – Joslyn Barnes e RaMell Ross
  - The Beast – Bertrand Bonello, Benjamin Charbit e Guillaume Bréaud
  - Conclave – Peter Straughan
  - Nosferatu – Robert Eggers
  - Sing Sing – Clint Bentley, Greg Kwedar, Clarence Maclin e John Whitfield